# Patrice Vareilles
Pour les articles homonymes, voir Vareilles.
Patrice Vareilles est un footballeur professionnel français né le 29 novembre 1978 à Aurillac, dans le département du Cantal.

## Biographie
Avec le club de sa ville natale, il marque 17 buts en 2004, record égalisé seulement en 2018 par Serge Simon.
Il joue pour l'Étoile Football Club Fréjus Saint-Raphaël en qualité d'attaquant de janvier 2010 jusqu'à octobre 2012. Véritable point d'appui pour l'attaque étoiliste il séduit les supporters par son opportunisme et sa gentillesse.
Il s'engage le 18 janvier 2013 avec l'Association sportive de Cannes football. À l'occasion de son deuxième match, il inscrit son premier but sous les couleurs cannoises face à la réserve de l'Olympique lyonnais, et récidive les deux semaines suivantes.
Il réalise sa meilleure performance dans le championnat de National lors de la saison 2005-2006, où il inscrit 16 buts avec Bayonne.

## Statistiques
- 29 matchs et 4 buts en Ligue 2
- 245 matchs et 70 buts en National